# K album
《K album》是日本二人組合近畿小子的第12張專輯。於2011年11月9日由傑尼斯娛樂唱片公司發行。

## 解說
本專輯分別有初回版和通常版兩個版本。初回版附送的特典數碼多功能影音光碟收錄了出道至今的所有單曲，一共31首音樂影片，封面各有不同。

## 收錄歌曲

### 初回盤收錄歌曲
1. 比希望的更多 比祈求的更多（願う以上のこと　祈る以上のこと）
  - 作曲：中村正人
  - 作詞：吉田美和
  - 編曲：武部聡志
2. 同學會（同窓会）
  - 作曲：林田健司
  - 作詞：松本隆
  - 編曲：CHOKKAKU
  - 和音編排：Ko-saku
3. 危險關係（危険な関係）
  - 作曲：吉田拓郎
  - 作詞：吉田拓郎
  - 編曲：CHOKKAKU
  - 和音編排：竹內浩明
4. 遙控飛機（ラジコン）
  - 作曲：簡美京平
  - 作詞：松本隆
  - 編曲：船山基紀
  - 和音編排：岩田雅之
5. 再見的陌生人（さよならのエトランゼ）
  - 作曲：馬飼野康二
  - 作詞：Satomi
  - 編曲：岩田雅之
6. Family ～讓我們在一起（Family ～ひとつになること）
  - 作曲：堂本光一
  - 作詞：堂本剛
  - 編曲：吉田建
  - 弦樂編排：旭純
7. 生命的最後一刻（いのちの最後のひとしずく）
  - 作曲：山下達郎
  - 作詞：山下達郎
  - 編曲：船山基紀
  - 和音編排：高尾直樹
8. 喜馬拉雅藍調（ヒマラヤ・ブルー）
  - 作曲：織田哲郎
  - 作詞：松本隆
  - 編曲：吉田建
  - 和音編排：松下誠
9. 再多一點（もっと もっと）
  - 作曲：YO-KING
  - 作詞：YO-KING
  - 編曲：堂島孝平
10. 毀滅性的熱情（破滅的Passion）
  - 作曲：伊秩弘将
  - 作詞：秋元康
  - 編曲：ha-j
11. 2nd Movement
  - 作曲：井手コウジ
  - 作詞：井手コウジ
  - 編曲：鈴木雅也
  - 和音編排：Ko-saku
12. Time
  - 作曲：U-Key zone
  - 作詞：U-Key zone / mikula
  - 編曲：U-Key zone
  - 弦樂編排：西門·海爾
13. 在你與我的心中（きみとぼくのなかで）
  - 作曲：堂島孝平
  - 作詞：堂島孝平
  - 編曲：堂島孝平
14. 我出生的那一天（僕が生まれた日）
  - ※通常版收錄
  - 作曲：Steve Mac / Shusui
  - 作詞：canna
  - 編曲：Steve Mac / Shusui
  - 和音編排：松下誠
15. Family ～讓我們在一起 [Unplugged]
  - ※通常版收錄
  - 作曲：堂本光一
  - 作詞：堂本剛
  - 編曲：武部聡志

## 初回版特典DVD收錄內容
收錄KinKi Kids所有單曲共31首PV
1. - 「玻璃少年」Music Clip/TV SPOT
  - 「被愛不如愛人」Music Clip/TV SPOT
  - 「雲霄飛車羅曼史」Music Clip/TV SPOT
  - 「擁抱全部」Music Clip/TV SPOT
  - 「Cinderella Christmas」Music Clip/TV SPOT
  - 「不要停止的純真」Music Clip/TV SPOT
  - 「Flower」Music Clip/TV SPOT
  - 「雨的旋律」Music Clip/TV SPOT
  - 「越來越喜歡越來越愛」Music Clip/TV SPOT
  - 「夏之王者」Music Clip/TV SPOT
  - 「在我背上的翅膀」Music Clip/TV SPOT
  - 「情熱」Music Clip/TV SPOT
  - 「Hey！大家好嗎？」Music Clip/TV SPOT
  - 「藍色憂傷」Music Clip/TV SPOT
  - 「solitude～真實的告別～」Music Clip/TV SPOT
  - 「永恆的BLOODS」Music Clip/TV SPOT
  - 「把夢想留給心把愛留給你」Music Clip/TV SPOT
  - 「薄荷糖」Music Clip/TV SPOT
  - 「嘿，我會加油。」Music Clip/TV SPOT
  - 「Anniversary」Music Clip/TV SPOT
  - 「天鵝絨的幽闇」Music Clip/TV SPOT
  - 「SNOW!SNOW!SNOW!」Music Clip/TV SPOT
  - 「夏日風情」Music Clip/TV SPOT
  - 「十二月禮讚」Music Clip/TV SPOT
  - 「BRAND NEW SONG」Music Clip/TV SPOT
  - 「永遠」Music Clip/TV SPOT
  - 「Secret Code」Music Clip/TV SPOT
  - 「約定」Music Clip/TV SPOT
  - 「Swan Song」Music Clip/TV SPOT
  - 「Family ～讓我們在一起」Music Clip/TV SPOT
  - 「Time」Music Clip/TV SPOT